# Richard Robarts
Richard Andrew Robarts (Bicknacre, 22 settembre 1944) è un pilota di Formula 1 britannico.
Robarts corre in Formula Ford tra il 1969 e il 1972, poi passa alla Formula 3 nel 1973. 
Nel 1974, passa in Formula 1 con la Brabham, con la quale corre i primi tre gran premi della stagione, oltre a due gran premi non validi per il mondiale. Non marca punti e il suo miglior risultato è il quindicesimo posto nel Gran Premio del Brasile. Viene sostituito da Rikky von Opel sia per gli scarsi risultati (il suo compagno di squadra Carlos Reutemann vince addirittura in Argentina) sia per la "borsa" più pesante di Opel. 
Viene iscritto da Frank Williams con la Iso Rivolta al Gran Premio di Svezia ma deve cedere la sua vettura al compagno di squadra Tom Belsø che ha dei problemi tecnici sulla propria. 
Nel 1976 corre in Formula 2 dove partecipa con una March. Proprio quell'anno nella gara di Vallelunga ha un incidente spaventoso dalla quale ne esce praticamente incolume. Ottiene poi qualche buon risultato nella Formula Shellsport G8.

## Risultati in F1
| 1974 | Scuderia             | Vettura |     |    |    |  |  |  |    |  |  |  |  |  |  |  |  | Punti | Pos. |
| ---- | -------------------- | ------- | --- | -- | -- |  |  |  | -- |  |  |  |  |  |  |  |  | ----- | ---- |
| 1974 | Brabham Iso Marlboro | BT44 FW | Rit | 15 | 17 |  |  |  | NP |  |  |  |  |  |  |  |  | 0     |      |

| Legenda | 1º posto     | 2º posto | 3º posto    | A punti         | Senza punti/Non class.  | Grassetto – Pole position Corsivo – Giro più veloce |
| Legenda | Squalificato | Ritirato | Non partito | Non qualificato | Solo prove/Terzo pilota | Grassetto – Pole position Corsivo – Giro più veloce |